# Jordanoleiopus multinigromaculatus
Jordanoleiopus multinigromaculatus es una especie de escarabajo longicornio del género Jordanoleiopus, tribu Acanthocinini, familia Cerambycidae. Fue descrita científicamente por Breuning en 1977.

## Distribución
Se distribuye por Camerún.

## Descripción
La especie mide 7 milímetros de longitud. El período de vuelo ocurre en el mes de abril.